# Yasmin Parvaneh Le Bon

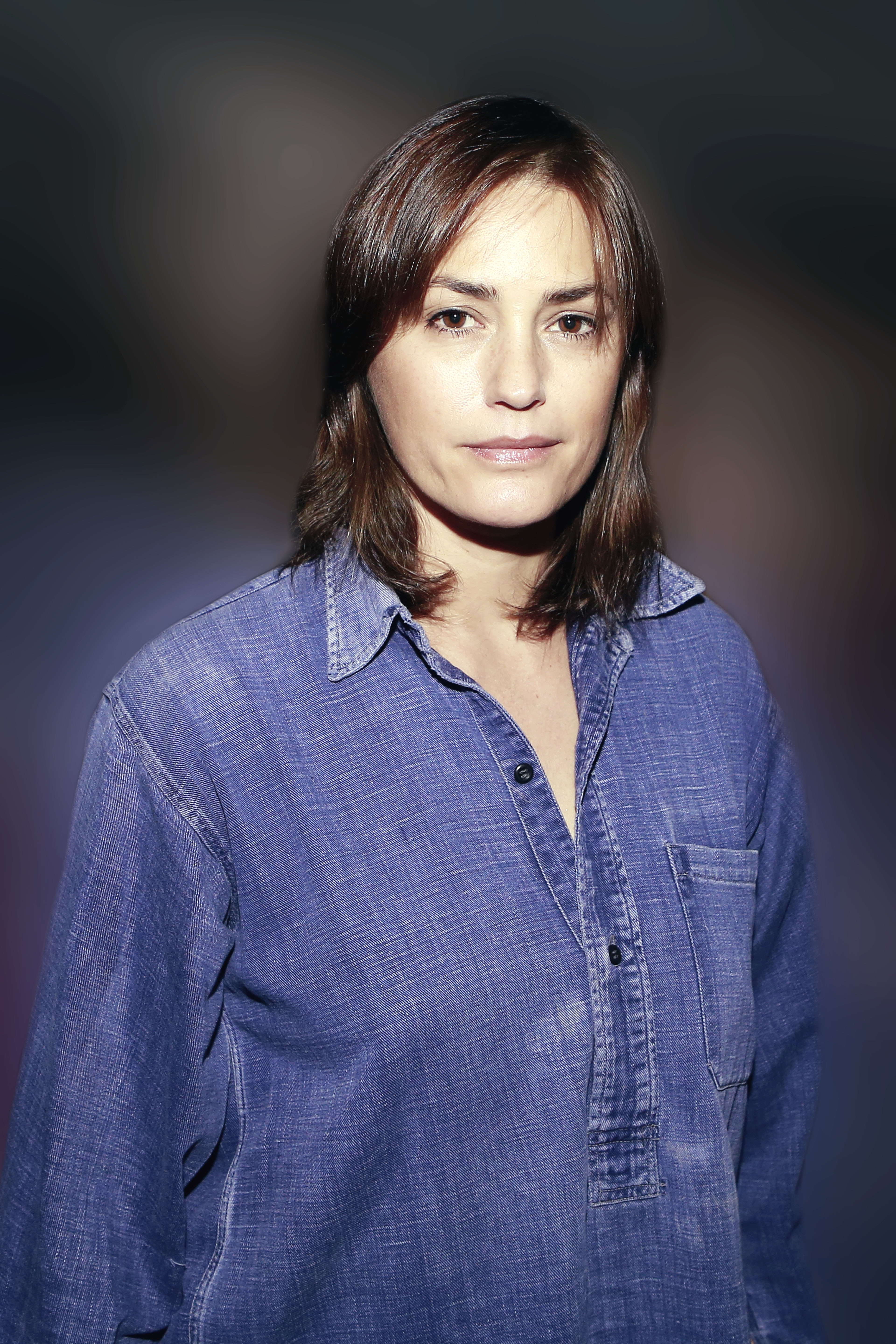
Yasmin Le Bon, 24 februari 2015.

Yasmin Le Bon, född Parvaneh (persiska: یاسمن پروانه) den 29 oktober 1964 i Oxford, Oxfordshire, är en brittisk fotomodell.
Hon har en iransk far, Iradj, och en brittisk mor, Patricia, samt en fyra år äldre syster, Nadreh. Le Bon gifte sig den 27 december 1985 med Duran Durans ledsångare Simon Le Bon och tillsammans har de tre döttrar, Amber Rose Tamara (född 25 augusti 1989), Saffron Sahara (född 25 september 1991) och Tallulah Pine (född 10 september 1994).
Yasmin Le Bon gjorde sig ett namn under 1980-talet då hon var modell för kända företag som Calvin Klein, Christian Dior och Guess?. Hon har flera gånger varit omslagsflicka för både Elle och Vogue, vilket gör att hon efter över 20 år i modellverksamheten fortfarande får modelluppdrag för Marks & Spencers bikini.